# Charles Filiger
Charles Filiger (Thann, 28 novembre 1863 – Plougastel, 11 gennaio 1928) è stato un pittore francese.
Fece parte della cosiddetta Scuola di Pont-Aven.

## Biografia
Charles Filiger nacque in Alsazia da una famiglia benestante - suo padre era un fabbricante di carta da parati a Mulhouse - e fece studi classici. In seguito, notando la sua passione per il disegno, il padre lo iscrisse alla "Scuola di Arti Decorative". Charles decise allora di intraprendere la carriera artistica e, diplomatosi, si trasferì a Parigi verso il 1886. Frequentò l'atelier dell'Académie Colarossi e, nel 1889 e 1890, cominciò ad esporre al Salon degli indipendenti. Nell'ambiente parigino conobbe in particolare Gauguin.

Ma la grande città lo frastornava. Per vivere più in tranquillità e per fuggire da Parigi (forse a causa di un brutto affare legato alla sua omosessualità) lasciò la capitale e raggiunse Pont-Aven, nel sud della Bretagna. Lì, nella casa di Le Pouldu, ritrovò Gauguin, Jan Verkade, Meijer de Haan, Henry Moret e Paul Sérusier. Trascorse così un periodo spensierato: si cantava, si suonava il mandolino, qualche volta Gauguin strimpellava la chitarra.
Dal 1890 il ricco mecenate Antoine de la Rochefaucauld decise di aiutarlo elargendogli una rendita mensile in cambio di tutti i suoi quadri migliori. Ciò che restò fu esposto presso "Le Barc de Boutteville", presso i Rosacroce e da Père Tanguy.

Nel settembre del 1894 sul "Mercure de France", a firma di Alfred Jarry, comparve persino un articolo che tesseva le lodi di Filiger. Ma, quando Gauguin partì, la compagnia si sciolse, gli amici della casa di Pouldu si dispersero e Filiger rimase solo. Dovette cambiare alloggio spesso, per evitare il sarcasmo dei paesani, e visse ritirato dal mondo. Persino il suo mecenate gli tolse ogni sostegno economico.

A partire dal 1911 si mise a pensione presso la famiglia Le Guellec, nell'albergo del Menhir, a Tregunc: sua sorella, infatti aveva firmato un contratto con i Le Guellec per assicurargli almeno gli alimenti. Nel 1915, quando i Le Guellec lasciarono Pont-Aven per Plougastel, Filiger li seguì e visse con loro nella loro casa di Cleguer per il resto della vita.

Alcolizzato ed eteromane (si drogava con etere dietilico), nel 1827 un medico lo fece ricoverare all'Ospedale di Brest dove spirò nel gennaio del 1928. Fu sepolto a Plougastel, nella tomba della famiglia Le Guellec.

## Caratteri dell'opera
Le opere di Filiger furono sempre caratterizzate da originalità e misticismo. Senza far parte del gruppo dei Nabis, egli condivise con loro tutti quegli elementi salienti e quegli aspetti qualitativi tipici dell'epoca che essi seppero cogliere.

Le opere di Filiger sono come un fuoco mistico, per reazione ad ogni forma di materialismo, nella ricerca della spiritualità. Dipinse, come i pittori d'icone, visi dall'ovale marcato e dalle forme pure, semplificate, con grandi occhi aperti nella ricerca di un improbabile assoluto. Miniaturista medioevale e primitivo italiano, compose a tinte piatte delle figure contornate, fuori del tempo, con piccole e strette pennellate e, soprattutto, con quelle esplosioni di blu profondo che ridesta l'animo, in cui la struttura è violenta, quasi ascetica, mentre le linee sono morbide, aeree e femminee, e nulla concedono alla tradizione classica.

Nel 1907 apparvero le sue "Notazioni cromatiche", uniche, volte per la maggior parte all'arte astratta in un gioco moderno di figure esacerbate di misticismo e di linee geometriche scintillanti. Un dipingere fuori di ogni epoca, luogo e tendenza: un artista alla ricerca di un assoluto mistico, fatto di turbini e di fuoco.

## Opere[2]

### Opere diverse
- Tête d'homme au béret bleu (1892), Museo di Belle arti di Pont-Aven.
- Le génie à la guirlande (1892), Museo di Belle arti di Quimper.
- La chapelle au Christ couronné d'épines (verso il 1903-1905), Musée du Louvre
- Sainte Pleureuse et ange musicien (recto-verso) (fra il 1890 e il 1892), Museo d'arte contemporanea di Strasburgo[3].

### Le "Annotazioni cromatiche"
- Notations chromatiques : tête de la Vierge, (acquarello), Museo del Louvre
- Notations chromatiques : tête de femme, (acquarello e sanguigna), Museo del Louvre
- Notations chromatiques : Marcelle I, (acquarello e tempera), Museo del Louvre[4].
- Notations chromatiques : Marcelle II, (acquarello e tempera), Museo del Louvre
- Notations chromatiques (incompiuta), acquarello e mina di piombo, 29x23, Museo del Louvre[5].
- Notations chromatiques : tête d'homme roux, (acquarello e mina di piombo), Museo del Louvre
- Notations chromatiques, (acquarello), Museo del Louvre
- Notations chromatiques, (acquarello), Museo del Louvre
- Notations chromatiques : tête d'homme, acquarello, Museo del Louvre,[6].

### Opere non datate
- La montagne noire de Thann, (inchiostro nero e tempera), Museo del Louvre
- Bretonne, (acquarello), Museo del Louvre
- Une Sainte, (stampa a colori), Museo di Belle arti di Rennes
- Tête de jeune breton, de trois quarts à gauche, (acquarello), Museo del Louvre
- Madone au voile étoilé, (mina di piombo e tempera), Museo del Louvre[7].

### Notizie a margine
- A Clohars-Carnoët, la Casa-Museo di Pouldu[8], è stata ristrutturata la locanda del XIX secolo dove si ritrovavano i pittori della Scuola di Pont-Aven: Paul Sérusier, Paul Gauguin, Charles Filiger e Meyer de Haan.

## Altri progetti

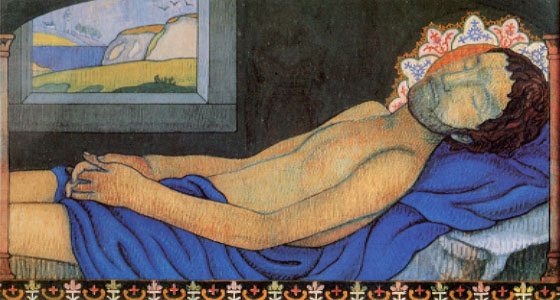
Il Cristo

## Galleria d'immagini

### Volti e ritratti

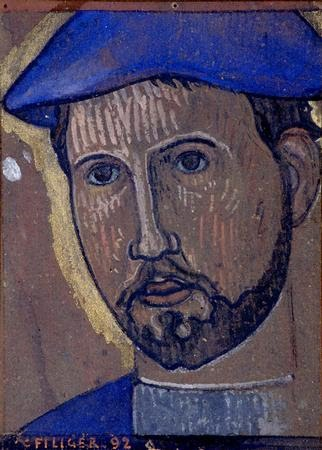
L'uomo dal berretto blu
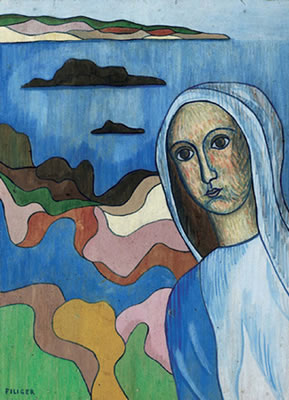
La Vergine
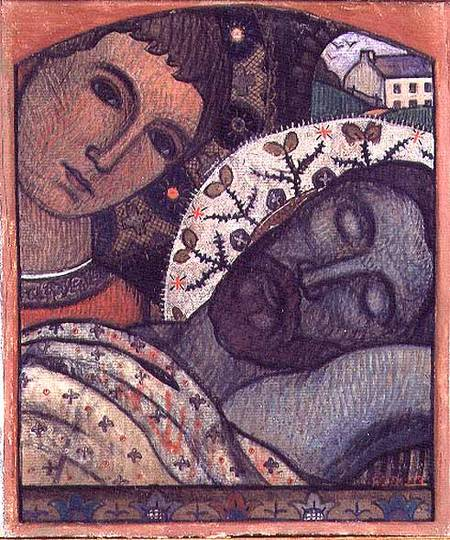
La sepoltura
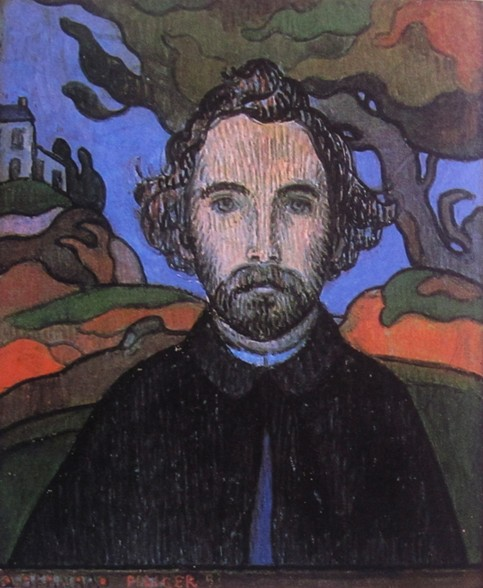
Émile Bernard
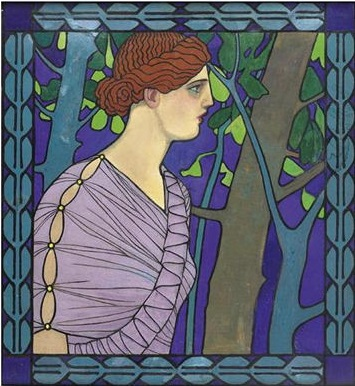
Donna nel sottobosco

### Paesaggi

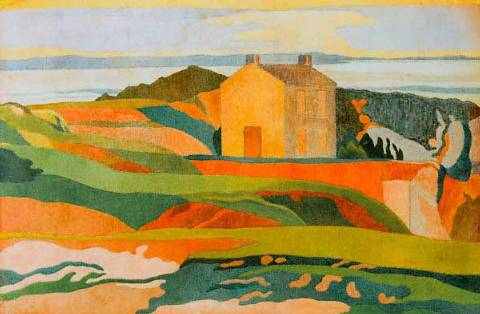
La casa dell'impiccato
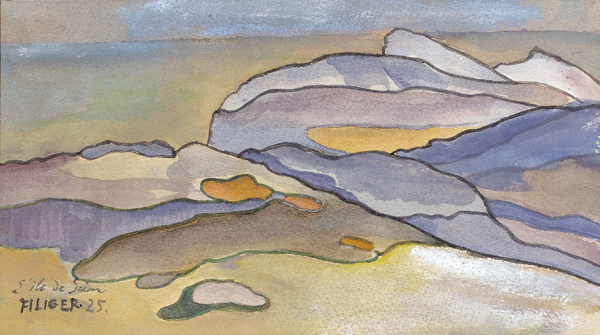
L'isola di Sein
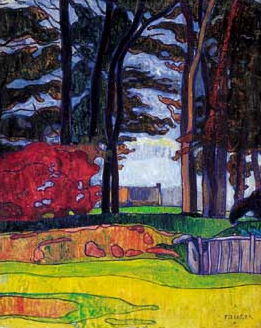
Paesaggio bretone
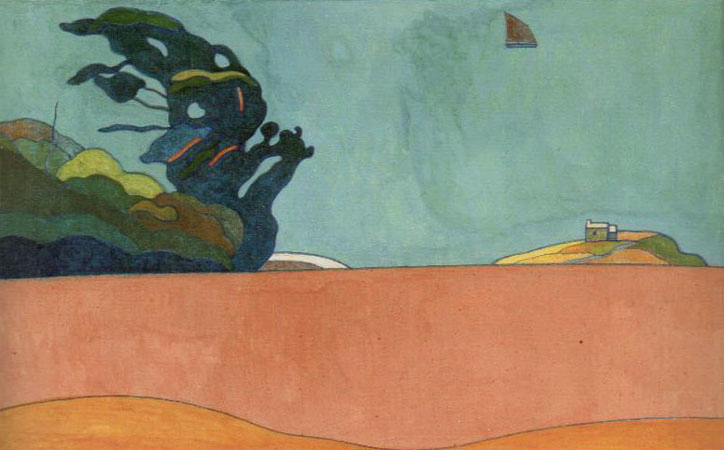
Paesaggio di Pouldu